# Хамидуллин, Шакирзян Ассадулович
Шакирзян Ассадулович Хамидуллин (также был известен как Хамиди; 29 или 30 августа 1878 — после 8 декабря 1921) — российский религиозный деятель, педагог, автор учебников.

## Биография
Родился 29 или 30 августа 1878 года в деревне Татарские Тюки, входящей в Буинский уезд Симбирской губернии. В 1896 году окончил Усмановское медресе в Казани. В период с 1 декабря 1897 по 8 марта 1899 в качестве вольноприходящего обучался в Татарской учительской школе. В 1899—1903 годах работал преподавателем в расположенном в деревне Чувашлы в новометодном мектебе, также реформировал методику преподавания в приходской школе деревни Юртыш, в этой школе каждый год получали образование по новой методике 45 мальчиков и 30 девочек.
Написал о новых методах преподавания ряд учебников и просветительских брошюр.
После этого стал имам-хатыбом второй мечети деревни Юртыш. Затем переехал в Казань, работал в принадлежащей братьям Каримовым типографии в должности корректора восточных книг. Писал для газет «Азат» и «Азат халык», в статьях проявил себя как противник религиозного фанатизма и кадимизма.
В период революции 1905 года был отдан под суд по обвинению в оскорблении царя, правительства и казачьих войск. В качестве наказания на Хамиди был наложен запрет выпускать какие-либо издания. В 1910 году уехал в Пермскую губернию.
В 1911 году по доносу совместно с рядом лиц был обвинён в ведении пропаганды исламистских идей на Надеждинском заводе, обоснованность этих обвинений является предметом дискуссий. В 1911 году был принудительно уволен с занимаемой им должности учителя и приговорён к высылке на 2 года из Пермской губернии в Олонецкую.
В 1914 году вернулся из ссылки, открыл подпольную школу Мензелинском уезде. В период до марта 1917 года в этой школе прошли обучение около 300 человек. После революции в качестве члена Уездного крестьянского союза организовал в ряде волостей Комитет распространения гражданских прав и Уездный совет. В 1918 году вступил в РКП(б). В период гражданской войны сражался на стороне большевиков. В апреле 1919 года в виду наступления войск Колчака переехал в Казань. До 8 июля занимал должность агитатора-организатора на Восточном фронте. После этого занимал ряд должностей в исполкомах. ПО состоянию на 8 декабря 1921 года был членом Агрызского кантревкома и заведующим Кантземотделом.
Дальнейшая судьба неизвестна.